# Mohlsdorf
Mohlsdorf este o comună din landul Turingia, Germania.